# Ila Loetscher
Ila Fox Loetscher (* 30. Oktober 1904 in Callender, Iowa; † 4. Januar 2000) war eine US-amerikanische Flugpionierin und Naturschützerin. Sie war ein Gründungsmitglied der Pilotinnenvereinigung Ninety Nines, doch mehr noch war sie für ihr Engagement beim Schutz von Meeresschildkröten bekannt.

## Die Zeit als Flugpionierin
Schon früh interessierte sie sich für das Fliegen und wurde mit 25 die erste Frau mit Pilotenschein in Iowa. Durch eine Einladung von Amelia Earhart, mit der sie befreundet war, war sie eine der Gründungsmitglieder der Ninety Nines.

## Arbeit mit Meeresschildkröten
Nach dem Tod ihres Mannes verlegte sie ihren Wohnsitz nach South Padre Island, Texas. 1977 gründete sie den Verein Sea Turtle Inc., der sich um den Schutz und Erhalt von Meeresschildkröten kümmert.